# Угандійський шилінг
Угандійський шилінг (суах. Shilingi ya Uganda) — національна валюта Уганди.
1 угандійський шилінг = 100 центам. Міжнародне позначення валюти — UGX.
У грошовому обігу знаходяться банкноти номіналом у 1000, 5000, 10000, 20000 і 50000 шилінгів, монети номіналом 1, 2, 5, 10, 50, 100, 200 і 500 шилінгів.
Внаслідок серйозної інфляції центи були повністю вилучені з обігу.

## Історія
Угандійський шилінг введений 15 серпня 1966 року замість східноафриканського шилінгу, що випускався Управлінням грошового обігу Східної Африки для Кенії, Уганди, Танганьїки та Занзібару. З випуском національної валюти розпочався обмін на неї східноафриканських шилінгів за співвідношенням 1:1 та поступове вилучення останніх з обігу.

## Банкноти

### Банкноти нового зразка 2010 року
У 2010 році в обіг введено банкноти нового зразка номіналами 1000, 2000, 5000, 10 000, 20 000 і 50000 угандійських шилінгів 2010 року випуску. Старі банкноти вилучаються з обігу у міру їх зношування.
Банкноти останньої серії отримали нагороду, як найкращі банкноти на Міжнародній асоціації валютних справ (IACA), що проводилася в Сінгапурі у жовтні 2011 року. Крім того банкнота 50000 шилінгів була визнана найкращою Міжнародним товариством банкнот.
| Серія 2010 року | Серія 2010 року | Серія 2010 року                 | Серія 2010 року | Серія 2010 року      | Серія 2010 року                           | Серія 2010 року             | Серія 2010 року |
| Зображення      | Зображення      | Номінал (угандійських шилінгів) | Розміри (мм)    | Основні кольори      | Опис                                      | Опис                        | Рік друку       |
| Аверс           | Реверс          | Номінал (угандійських шилінгів) | Розміри (мм)    | Основні кольори      | Аверс                                     | Реверс                      | Рік друку       |
| --------------- | --------------- | ------------------------------- | --------------- | -------------------- | ----------------------------------------- | --------------------------- | --------------- |
|                 |                 | 1000                            | 64 х 130        | коричневий, жовтий   | Стародавня кам'яна споруда                | Олень                       | 2010            |
|                 |                 | 2000                            | 66 х 135        | синій, зелений       | Сучасний пам'ятник на фоні річки          | Риба                        | 2010            |
|                 |                 | 5000                            | 68 х 139        | зелений, сірий       | Монумент на фоні гірського схилу          | Пташине гніздо              | 2010            |
|                 |                 | 10 000                          | 70 х 142        | фіолетовий, червоний | Сучасний пам'ятник на фоні водоспада      | Рослина                     | 2010            |
|                 |                 | 20 000                          | 72 х 146        | червоний, рожевий    | Національний пам'ятник на фоні озера      | Крупна парнокопитна тварина | 2010            |
|                 |                 | 50 000                          | 73 х 151        | коричневий, жовтий   | Монументальна композиція на фоні джунглів | Горила                      | 2010            |

### Пам'ятні банкноти
Єдина пам'ятна банкнота номіналом 10.000 шилінгів була надрукована з нагоди зустрічі глав урядів країн Співдружності (CHOGM) в 2007 у місті Кампала.

## Монети
У 1966 році в Уганді в обіг були введені монети номіналом 5, 10, 20 і 50 центів та 1 і 2 шилінги. Монети 5, 10 і 20 центів були вироблені з бронзи, а більш високі номінали — з мідно-нікелевого сплаву. У 1972 році були випущені монети 5 шилінгів з мідно-нікелевого сплаву, але незабаром були вилучені з обігу і тепер дуже рідкісні. У 1976 році бронза в монетах 5 і 10 центів була замінена на міднену сталь, а в монетах 50 центів та 1 шилінг сталь, покрита мідно-нікелевим сплавом, замінила мідно-нікелевий сплав. У 1986 році були випущені монети 50 центів та 1 шилінг з нікельованої сталі.
У 1987 році в обіг вводилися монети 1 і 2 шилінги зі сталі покритої мідно-нікелевим сплавом і семикутну монети 5 і 10 шилінгів з нержавіючої сталі. У 1998 році була випущена нова серія монет номіналом 50, 100, 200 і 500 шилінгів.
Реверси усіх угандійських монет прикрашені зображеннями будь-яких тварин, що мешкають на території держави. Зокрема, на монеті у 50 шилінгів зображена голова антилопи коб, на 100 шилінгах — буйвіл, на 200 шилінгах — риба, на 500 шилінгах — східноафриканський вінценосний журавель.